# Daman és Diu
Daman és Diu India nyugati részén fekszik. 2020-ig India önálló szövetségi területe volt, de ekkor egyesítették Dadra és Nagar Haveli szövetségi területtel, és egy új közigazgatási egység jött létre: Dadra és Nagar Haveli és Daman és Diu.

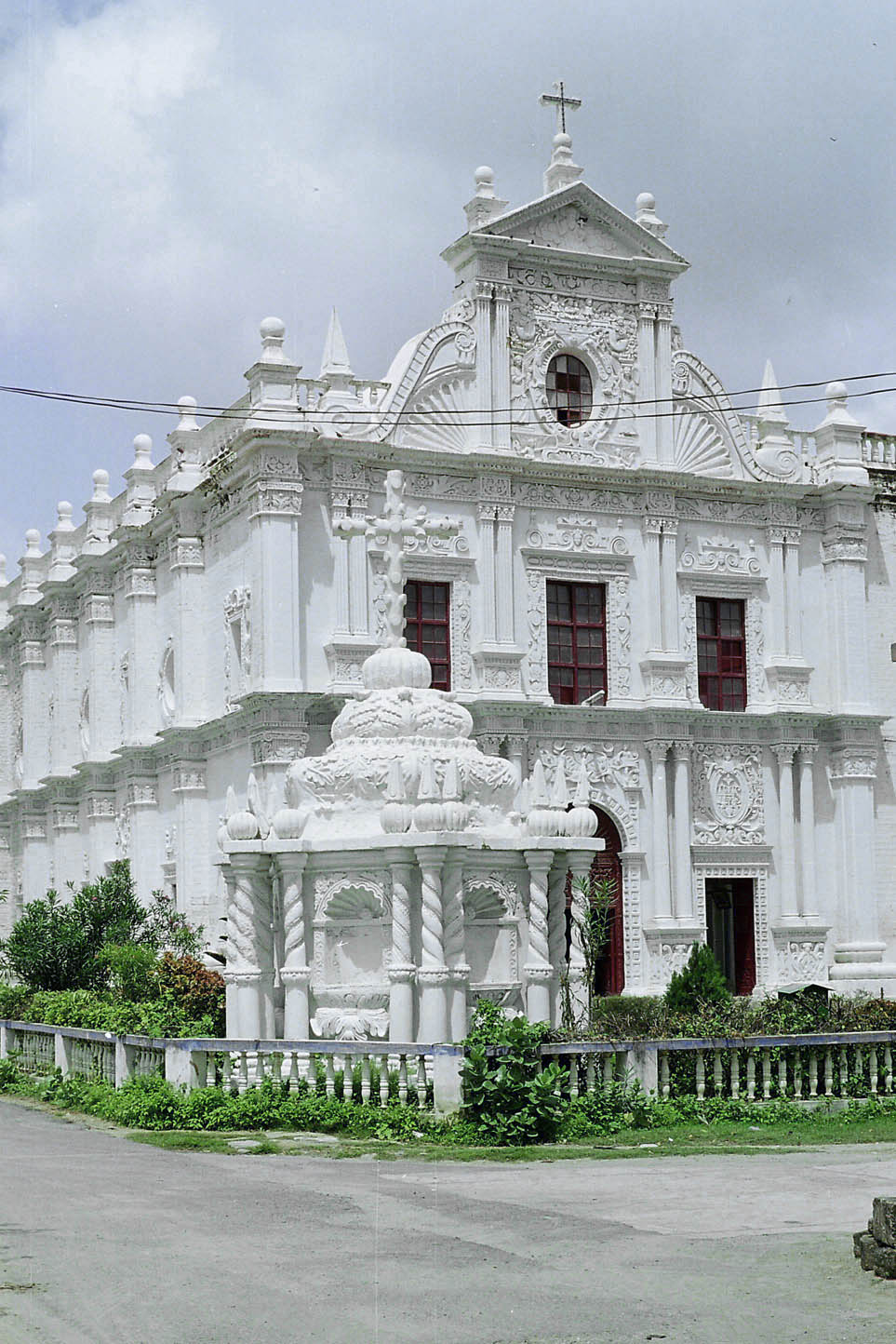
A Szent Pál templom Diuban, Indiában

## Közigazgatás
Az ország alkotmánya alapján, Daman és Diu területet egy központilag kinevezett közigazgatási vezető irányítja. Ezen közigazgatási vezető azonban nem azonos sem az államfővel, sem pedig a kormányzóval. Napjainkban Shri B. S. Bhalla tölti be ezen posztot. Számos tisztviselő segíti munkáját.

## Kerületek
- Diu kerület, 40 km² kiterjedésű. A legfontosabb város Diu.
- Daman kerület, 72 km²-t foglal magába. A legfontosabb városa Daman.

## Gazdaság
Daman és Diu's bruttó hazai összterméke 2005-ben a becslések szerint 156 millió dollárt tett ki.

## Oktatás
Damanban a legnépszerűbb iskolák a következők: a Fátima Miasszonyunk Intézete, Motiban, a Partiőrség Köziskola, Naniban, a Sarvajanik Vidyalaya Naniban; a Shri Macchi Mahajan középiskola Naniban és egyéb közoktatási intézmények. A Daman Főiskola nyújtja a legfelsőbb fokú oktatási képzést.

## Népesség
A 2001-es népszámlálás adatai alapján egész Indiában itt mérték a legalacsonyabb arányú női lakosságot a férfiakhoz viszonyítva. Csupán 618 nő jut 1000 férfire a statisztikák szerint. Daman kerületben még ennél is alacsonyabb a férfi-nő arány, mivel itt mindössze 533 nő jut 1000 férfire.

## Média és kommunikáció

### Nyomtatott sajtó
Gudzsaráti nyelvű lapok
- Gujarat Samachar
- Gujarat Today
- Praja Samachar
- Gujarat Mitra
- Divya Bhaskar
- Akila Daily

Angol nyelvű lapok
- Deccan Chronicle
- The Times of India
- Hindustan Times
- The Hindu
- Business Line / The Business Line
- The Economic Times
- The New Indian Express
- The Hans India

Hindi nyelvű lapok
- The Territory Times
- Savera India
- Dainik Jagran
- Nava Bharat
- Nai Dunia
- Jansatta
- Sanmarg

### Telekommunikáció
A legnagyobb telekommunikációs cégek a következők a szövetségi területen:
- Bharti Airtel, Aircell, BSNL, Idea Cellular, Reliance Mobile, Tata Docomo, Vodafone és a többi.
- Műholdas televízióadók:
- Airtel digital TV, Dish TV, Reliance Digital TV, TATA Sky.
- Rádióadók:
- All India Radio, FM broadcasting.

## Fordítás
Ez a szócikk részben vagy egészben  a   Daman and Diu című angol Wikipédia-szócikk ezen változatának fordításán alapul.  Az eredeti cikk szerkesztőit annak laptörténete sorolja fel. Ez a jelzés csupán a megfogalmazás eredetét és a szerzői jogokat jelzi, nem szolgál a cikkben szereplő információk forrásmegjelöléseként.